# Expédition allemande dans le Caucase

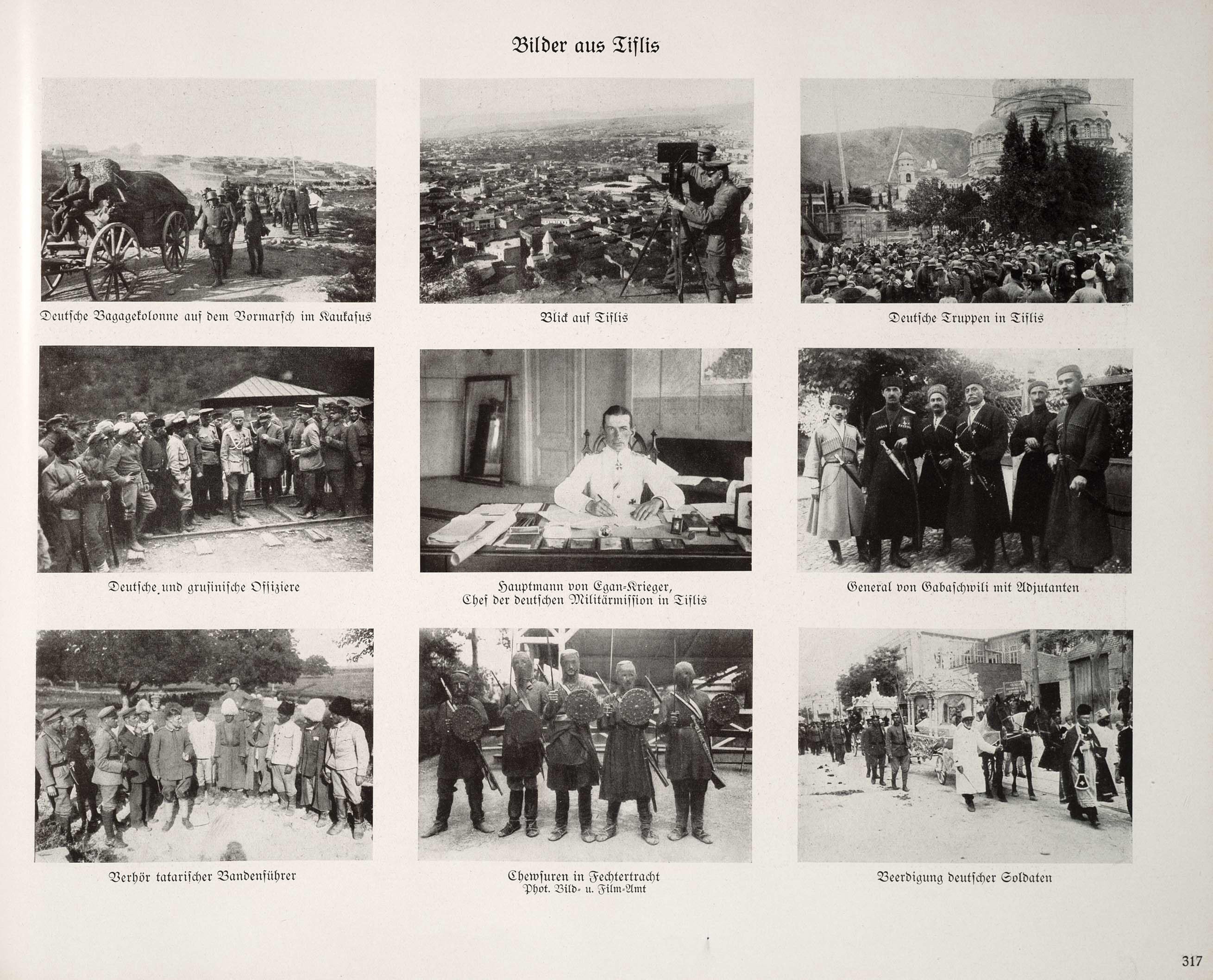
expédition allemande dans le Caucase

 (mai 2019).
Si vous disposez d'ouvrages ou d'articles de référence ou si vous connaissez des sites web de qualité traitant du thème abordé ici, merci de compléter l'article en donnant les références utiles à sa vérifiabilité et en les liant à la section « Notes et références ».
L'expédition allemande dans le Caucase était une expédition militaire envoyée, entre juin et octobre 1918, dans la région de l'ancienne Transcaucasie russe pendant la Première Guerre mondiale et dont le but principal était de sécuriser l'approvisionnement en pétrole de l'Empire allemand et de soutenir la Géorgie nouvellement indépendante.

## Déroulement
Placée sous le commandement du major général Kress von Kressenstein, cette force de 3 000 hommes se composait exclusivement de troupes bavaroises. L'expédition fut organisée et supervisée par le général Erich Ludendorff qui rencontra les délégués des autorités géorgiennes à Berlin en présence du Kaiser Guillaume II.
La Géorgie avait signé le traité de Poti (en) le 28 mai 1918, deux jours après son indépendance, afin de s'assurer la protection de l'Allemagne face à la double menace représentée par la révolution russe et les conquêtes militaires ottomanes.
Les soldats furent transportées par la mer Noire depuis la Crimée jusqu'au port géorgien de Poti, où ils débarquèrent le 8 juin 1918. Les unités allemandes atteignent la capitale, Tbilissi, le 10 juin, faisant leur jonction avec les troupes géorgiennes.
Des garnisons mixtes allemandes et géorgiennes furent établies dans plusieurs régions, dont celles de Poti, Otchamtchiré, Koutaïssi, et Borchali. De nombreux officiers et soldats furent décorés de l'ordre de la Reine Tamar (en), créé spécialement à destination du personnel militaire allemand et des Géorgiens servant dans la légion géorgienne de l'armée impériale allemande.
Cette expédition fut envoyée dans le contexte d'une lutte d'influence entre l'Empire ottoman et l'Allemagne dans la région pétrolifère de Bakou, en République démocratique d'Azerbaïdjan. La 3e armée, sous le commandement de Vehib Pacha, d'une part et les troupes alliées de Géorgie et d'Allemagne d'autre part s'affrontèrent début  juin 1918. L'Empire ottoman fut contraint de renoncer à la conquête de la Géorgie sous la menace de Berlin de lui retirer son soutien. Les efforts turcs furent redirigés vers l'Azerbaïdjan et l'Iran.
L'Allemagne proposa au pouvoir bolchevik de bloquer l'avance turque sur Bakou en échange d'un accès au pétrole y étant produit. Selon les termes de l'accord signé à Berlin le 27 août 1918, l'Allemagne recevrait un quart de la production de pétrole de Bakou. L'Allemagne demanda à son allié ottoman de cesser son offensive sur l’Azerbaïdjan ; cette demande fut ignorée et l'armée ottomane entra dans Bakou le 15 septembre à la suite de l'évacuation des troupes britanniques. Elle fut rejointe le lendemain par une délégation allemande menée par le colonel Friedrich von der Holtz.
À la suite de la crise politique en Allemagne, le retrait de toutes les troupes sur le terrain fut ordonné par le gouvernement allemand le 21 octobre 1918.
Le dernier navire transportant des troupes de l'expédition allemande dans le Caucase quitta le port de Poti le 13 décembre 1918. Les dernières troupes arrivèrent en Allemagne en avril 1919.